# Västgötaspids
Den svenske vallhund, eller västgötaspids, er en hunderace. Man mener at den opstod under vikingetiden for over 1000 år siden. Den er kendt som "vikinge-hunden" og blev brugt som kvæghund, til at fange skadedyr (såsom rotter) og til at vogte hjemmet. Vallhunden blev også kaldt "vikingernes lille kvæghund".

## Beskrivelse
Udseende
Vallhunden er en kraftfuld, frygtløs, vagtsom, energisk, årvågen, intelligent, venlig og sund lille hunderace der har en tendens til at gø og snappe. Den egner sig til mange aktiviteter, såsom at vogte dyr eller agility.
Størrelse og vægt
Højden for disse små hunde er 31,25-33,75 cm for hanner og 28,75-31,25 cm for hunner. De bør være stærke for deres størrelse og have en muskuløs krop. De kan veje alt fra 9-16 kg. Nogle vallhunde anses for at være lidt buttede, men for deres race er de det som regel ikke. Selvfølgelig kan en vallhund blive overvægtig, ligesom alle andre hunde kan, men mange af disse hunde har det med at se rundere ud end de egentlig er.
Farve og pels
Hundens pels bør være medium i længden, og lidt grov. Den yderste pels er tæt, og underpelsen er blød og tyk. Pelsen er kort på hovedet og på benene, mens den er lidt længere på halsen, brystet og bagsiden af bagbenene.
Temperament
Denne race er en glimrende selskabshund og kan også bruges til at vogte dyr og ratting (sport hvor hunde jagter 'rotter'). De elsker opmærksomhed fra mennesker og er meget hengivne overfor deres ejere. De er nogle klovne og kan nogle gange vise sig lidt frem. Vallhunden er lydhør og ligevægtig med de fleste mennesker, men de kan være vagtsomme over for fremmede og bør trænes og socialiseres ordenligt som hvalpe for at undgå overbeskyttende adfærd som voksne. De vil gøre alt for at beskytte hjemmet, også selvom de er alt for små til opgaven.

## Historie
Vallhunden minder meget om hunderacen Pembroke Welsh Corgi, selvom det ikke vides om de to racer er beslægtede. Det er muligt at vallhundens forfædre måske er blevet transporteret af vikinger enten til eller fra Storbritannien.
Vallhunden – vallhund betyder hyrdehund – er en hund med mange talenter, såsom kvægdriver, vagthund, rottefanger eller alsidig hjælper på en gård. Vallhunden er et mere og mere almindeligt syn ved europæiske udstillinger
Genopståen
I 1942 var vallhunden næsten uddød fordi den kun ville parre sig med sine egne forældre, indtil Grev Björn von Rosen or Hr. Karl-Gustaf Zettersten, begge fra Sverige, begyndte at lede efter hunde der kunne holde racen i live ved at dræbe forældrene og derved tvinge hundende til at parre sig med andre hunde. Som resultat blev vallhunden optaget i den Svenske Kennel Klub i 1948. Racen betegnes stadig som temmelig sjælden.